# La niña santa – Das heilige Mädchen
La niña santa – Das heilige Mädchen (Originaltitel: La niña santa) ist ein Film der argentinischen Regisseurin Lucrecia Martel. In Argentinien kam er am 6. Mai 2004 heraus. Die internationale Premiere fand am 16. Mai 2004 beim Filmfestival in Cannes statt, in dessen Wettbewerb er lief. Der Film wurde von Pedro Almodóvar coproduziert. Er gehört zur sogenannten Salta-Trilogie, drei Filmen Martels, die in ihrer Heimatstadt spielen.

## Handlung
Der Film spielt in einem heruntergekommenen Hotel in Salta, in dem eine Konferenz für HNO-Spezialisten stattfindet. Die geschiedene Hotelbesitzerin Helena fühlt sich zum attraktiven, sensiblen Dr. Jano, einem der Kongressteilnehmer, hingezogen. Jano jedoch hegt eine heimliche Schwäche für junge Mädchen. Während eines Theremin-Konzerts nähert er sich einer Teenagerin und reibt sich scheinbar zufällig an ihr. Zurück im Hotel entdeckt er zu seinem Entsetzen, dass es sich bei dem Mädchen um Amalia, die Tochter der Hotelbesitzerin, handelt.
In einer Mischung aus religiösem Eifer und pubertärem Überschwang wächst in Amalia nun die Überzeugung, Dr. Jano retten zu müssen. Sie beginnt, ihm nachzustellen und ihn zu beobachten. Daneben nimmt sie zusammen mit ihrer Freundin Josefina an Bibelstunden teil. Die Mädchen verbringen ihre Freizeit, indem sie zusammen beten, über Sex fantasieren und miteinander Küssen üben.
Schließlich behauptet Amalia, von Dr. Jano in einem der Hotelzimmer belästigt worden zu sein. Das Unheil, das anschließend wahrscheinlich losbricht, wird im Film jedoch nicht mehr gezeigt. In der letzten Szene lassen sich Amalia und Josefina im Hotel-Pool treiben.

## Hintergrund
La niña Santa ist der mittlere der drei zur Salta-Trilogie gehörenden Filme: Vor ihm drehte Martel La Ciénaga – Morast, anschließend Die Frau ohne Kopf. Die Regisseurin wuchs selber in Salta auf, einer Region im Norden Argentiniens, die vorwiegend katholisch und konservativ geprägt ist. Alle Filme der Trilogie spielen dort und haben weibliche Protagonistinnen. Wie die beiden anderen Filme spielt La niña Santa im Milieu einer als dekadent dargestellten Mittelschicht. Gemeinsame Merkmale der Filme sind die statische Kameraführung, eine elliptische, nichtlineare Erzählweise, sowie viele Nahaufnahmen und ein hypnotischer Soundtrack.
Laut Lucrecia Martel ist der Film von eigenen Erlebnissen inspiriert. Er spielt im Hotel „Termas“, das sie als Kind mit ihrer Familie besuchte.

## Rezeption
Peter Bradshaw vergleicht La niña santa im Guardian mit einer Erzählung von Nabokov oder Ian McEwan. Man merke dem Film die Beteiligung von Pedro Almodóvar an, an dessen Film Alles über meine Mutter sich der Rezensent in Sachen Plot und Charakterzeichnung erinnert fühle.
Carlota Larrea bemerkt in Senses of Cinema die eigenartigen Geräusche in Martels Film, die zusammen mit Stimmen und etwas Musik die Tonebene bestimmen. Sogar banale Aktivitäten wie das morgendliche Aufstehen würden durch die Tonebene erhöht. Das Theremin, ein elektronisches Instrument, das durch die Position der Hände gespielt, aber dabei nicht berührt wird, sei eine passende Wahl für eine der Schlüsselszenen. Oft verstünden die Protagonisten im Film Dinge falsch oder verhörten sich.
Laut Jonathan Romney vom Independent empfahl sich Martel mit diesem „reichlich verwirrenden“ Film einmal mehr als eine der faszinierendsten Filmemacherinnen Argentiniens.
Der Film stieß bislang auf die Zustimmung von 77 Prozent der Kritiker bei Rotten Tomatoes und erreichte eine durchschnittliche Bewertung von 6,9 von möglichen 10 Punkten.

## Auszeichnungen
- Auszeichnung für Julieta Zylberberg und Nominierung von María Alche als beste Nachwuchsschauspielerinnen bei den Clarín Entertainment Awards (2004)
- Kritikerpreis des São Paulo International Film Festival (2004)
- Besondere Erwähnung beim Reykjavik International Film Festival (2005)
- Nominierung für die Goldene Palme (Regie) beim Cannes Filmfestival (2005)